# Psara (bướm đêm)
Psara là một chi bướm đêm thuộc họ Crambidae.

## Các loài
- Psara acrospila (Meyrick, 1886)
- Psara admensalis (Walker, 1859)
- Psara aprepia (Hampson, 1913)
- Psara atritermina (Hampson, 1913)
- Psara bractealis (Kenrick, 1907)
- Psara chathamalis (Schaus, 1923)
- Psara cryptolepis (E. L. Martin, 1956)
- Psara dorcalis (Guenée, 1862)
- Psara dryalis (Walker, 1859)
- Psara ferruginalis (Saalmüller, 1880)
- Psara frenettalis Legrand, 1966
- Psara glaucalis (Hampson, 1912)
- Psara guatalis Schaus, 1920
- Psara hesperialis (Herrich-Schäffer, 1871)
- Psara ingeminata (Meyrick, 1933)
- Psara intermedialis (Amsel, 1956)
- Psara jasiusalis (Walker, 1859)
- Psara molestalis (Amsel, 1956)
- Psara mysticalis (Schaus, 1920)
- Psara nigridior Rothschild, 1915
- Psara normalis Hampson, 1918
- Psara obscuralis (Lederer, 1863)
- Psara orphnopeza J. F. G. Clarke, 1986
- Psara pallicaudalis Snellen, 1875
- Psara palpalis Hampson, 1918
- Psara pargialis (Schaus, 1920)
- Psara pertentalis (Möschler, 1890)
- Psara prumnides (Druce, 1895)
- Psara selenialis Snellen, 1895
- Psara simillima (Hampson, 1913)
- Psara subaurantialis (Herrich-Schäffer, 1871)
- Psara subhyalinalis (Herrich-Schäffer, 1871)
- Psara submarginalis Caradja, 1925
- Psara ultratrinalis (Marion, 1954)
- Psara venezuelensis (Amsel, 1956)

Các loài trước đây
- Psara mahensis (T. B. Fletcher, 1910)
- Psara pallidalis Walker, 1859
- Psara subnitalis Munroe, 1995